# Варшавский университет
Варша́вский университе́т (пол. Uniwersytet Warszawski, лат. Universitas Varsoviensis) — одно из крупнейших и самых престижных государственных высших учебных заведений Польши, основанное в 1816 году в Царстве Польском Российской империи. Более 36 тыс. студентов (по данным на 2022 год).

## История

### Варшавский королевский университет
Университет был основан при Александре I и открыт 20 сентября 1817 г., назывался Королевским и состоял из 5 отделений: теологии, философии, медицины, права и наук административных, а также искусств. Указом 30 марта 1830 г. Университету, согласно ходатайству его совета, присвоено было наименование Александровского, но Польское восстание 1830 года привело к его закрытию.
В 1831 году князь Паскевич, представляя проект общего преобразования учебной части в Царстве Польском, предлагал реорганизовать университет и образовать две высшие школы: медицины и права; но император Николай I предписал временно закрыть все высшие школы в крае. Затем Царство Польское одно время оставалось без особого учреждения для высшего образования, которое стремились обеспечить путём расширения программ средних учебных заведений.
В 1833 г. во всех главнейших городах Царства было основано по 8-классной гимназии, а в Варшаве и в бывшем воеводстве Августовском были открыты по две такие гимназии. Первые 5 классов носили в них характер общеобразовательный, последние же три подразделялись на два отделения: филологическое и физико-математическое; первое имело своим назначением подготовлять молодых людей к службе гражданской и к поступлению в университеты (русские), второе подготовляло к службе военной, гражданской и к деятельности на поприще промышленности.
В 1840 г. при гимназиях открыты были ещё дополнительные юридические курсы (Kursa prawne dodatkowe) для подготовления кандидатов на низшие судебные должности; в том же году основаны были в Варшаве особые юридические курсы (Kursa prawne w Warszawie) с более обширной программой, и кроме того, при Петербургском и Московском университетах открыты были по две польские кафедры: одна — гражданского права и судопроизводства, другая — уголовного и административного права. На юридических курсах в Варшаве, кроме общих юридических предметов, которые преподавались на польском языке, излагались ещё на русском языке: Свод Законов Российских, история и статистика Русского государства и русская литература; для преподавания истории римского права мог быть употреблён или русский язык, или латинский. В 1846 году курсы были закрыты, после чего усилился наплыв польских студентов в столичные университеты.
Со вступлением на престол императора Александра II правительство нашло возможным приступить к организации высшего образования в самом Царстве Польском, за что горячо ратовал маркиз Велёпольский. По его мысли 28 октября 1861 года открыты были в Варшаве приготовительные курсы (Kursa przygotowawcze), которые должны были и подготовить почву для университета. На этих курсах преподавались: логика и психология, всеобщая история с географией, математика, древние языки, литературы польская и русская, новые языки. Через год маркизу Велёпольскому удалось объединить это высшее учебное заведение с раньше открытой Медицинской академией. 25 ноября 1862 г. состоялось торжественное открытие Варшавской Главной школы, которая состояла из 4 отделений: историко-филологического, физико-математического, юридического и медицинского. Первое отделение подразделялось на 3 отдела: классических языков, славянских наречий и исторических наук; второе — на два отдела, наук математических и естественных. Окончившим курс наук Главная школа давала степень магистра, которая соответствовала степени кандидата русских университетов.
С 1866 года каждый поступающий в студенты Главной школы обязан был выдержать испытание из русского языка в особом комитете, составленном из русских преподавателей; наличные студенты должны были в этом же комитете подвергнуться такому испытанию при переходе из второго курса на третий и при окончании наук.

### Императорский Варшавский университет
В 1867 г. бывшая правительственная комиссия народного просвещения в Царстве Польском была закрыта, учреждён был Варшавский учебный округ, и Варшавская Главная школа поступила в ведение министерства народного просвещения. Вскоре Главная школа, по мысли гр. Д. А. Толстого, была преобразована в Императорский Варшавский университет, который был открыт, в составе 4 факультетов, 12 октября 1869 г. Устав этого университета, изданный 8 июня 1869 г., проводит начала общего устава российских университетов 1863 г., со значительными, однако, отличиями в смысле ограничения университетского самоуправления. Преподавание и делопроизводство в Варшавском университете велось в обязательном порядке на русском языке.
Студентов состояло при открытии университета 1036. Ректором назначен был харьковский профессор П. А. Лавровский, которого в 1872 г. сменил Η. Μ. Благовещенский. Им обоим удалось сосредоточить на историко-филологическом факультете большие научные силы из области славяноведения. Таковы, кроме самого П. А. Лавровского, М. А. Колосов, А. С. Будилович, О. О. Первольф, также Ф. Ф. Зигель, занимающий кафедру истории славянских законодательств на юридическом факультете.
В ведение университета передана бывшая Варшавская Главная библиотека; при университете работал ботанический сад, астрономическая и метеорологическая обсерватория, кабинеты: зоологический, минералогический и палеонтологический, ботанический, археологический, лаборатории и клиники. В ведении университета состояли ещё два учебных заведения: Институт для образования повивальных бабок (в 1888 г. 35 учениц) и Фельдшерская школа (64 ученика).
Кафедры Императорского Варшавского университета были практически недоступны для польских учёных. Кафедрами заведовали в большинстве случаев русские учёные. В 1905 году в Царстве Польском развернулась борьба за национализацию школы. Учащаяся молодёжь начала добиваться преподавания польского языка в школах, польских учителей и руководителей.
После январских событий 1906 года, борьба со студенческим движением приводит к закрытию Варшавского университета на три года. Только в 1908/09 учебном году университет возобновил учебные занятия на первых курсах всех факультетов. На открытие университетских курсов (1908/9) нахлынула почти исключительно русская молодёжь, искусственными мерами привлечённая в Варшаву. Начавшиеся занятия проходили нерегулярно, так как студенческие волнения продолжались. В 1911 году в связи с новыми гонениями, которым подвергалось студенчество и прогрессивная профессура со стороны Министерства просвещения, в Варшавском университете отмечаются новые волнения студентов. Бойкот Варшавского университета со стороны польского населения и молодежи из-за насильственной русификации поляков не прекращался вплоть до его эвакуации в 1915 году.
После начала Первой мировой войны университет был эвакуирован в Ростов-на-Дону, где было продолжено обучение студентов. Впоследствии на его основе были организованы Ростовский государственный университет и Ростовский медицинский институт.

### В независимой Польше
Летом 1915 в Россию была вывезена небольшая часть имущества Императорского Варшавского университета. Университетская библиотека, насчитывающая около 608 тысяч томов сохранилась и пережила Вторую мировую войну. При эвакуации в Россию из библиотеки вывезли 2816 томов (1332 рукописи и 1484 старопечатных книги).
В ноябре 1915 года, в Варшаве в зданиях эвакуированного Императорского Варшавского университета открылся новый польско-язычный Варшавский университет, открывший доступ на студенческую скамью и для женщин. Первым ректором стал Юзеф Брудзинский. После смерти Юзефа Пилсудского в 1935 году Сенат Варшавского университета изменил название университета на Университет имени Юзефа Пилсудского в Варшаве.
В ноябре 1936 года студенты под руководством организации «Всепольская молодёжь» (Młodzież Wszechpolska) устроили блокаду университетских зданий, требуя снижения платы за обучение и создания гетто за партами. В октябре 1937 года ректор Влодзимеж Антоневич издал указ о создании гетто для евреев в университете. В 1938/39 учебном году евреи не принимались на фармацевтический и ветеринарный факультеты.
Во время оккупации (1939—1945) польские университеты были закрыты.
В коммунистическую эпоху в Польше Варшавский университет был важным центром оппозиции. В 1950-х годах Владислав Татаркевич, Станислав Оссовский и Мария Оссовская были отстранены от преподавания по политическим мотивам. В марте 1968 года в университете прошли массовые студенческие демонстрации. Зигмунт Бауман, Лешек Колаковский, и Бронислав Бачко были исключены. Ректор Генрик Самсонович был отстранён от должности коммунистическими властями во время военного положения.
7 мая 2025 года общественный резонанс вызвала трагедия на территории университета. 22-летний студент правового факультета зарубил топором 53-летнюю сотрудницу и ранил охранника, который пытался предотвратить дальнейшие убийства. Полиция арестовала убийцу, в настоящее время возбуждено уголовное дело.[значимость факта?]

## Расположение
Руководство, часть администрации и некоторые из подразделений университета занимают помещения в старинных зданиях на улице Краковское предместье (официальный адрес университета — Krakowskie Przedmieście 26/28, 00-927 Warszawa; телефон: +48 (22) 552-0355). В старом здании университетской библиотеки располагаются лекционные помещения; библиотека же переместилась в новый библиотечный корпус на Доброй улице. Перед входом стоят Главные ворота, спроектированные Стефаном Шиллером.
За главными корпусами университета располагается в числе прочих Экономический факультет (Длуга улица — Муранов — Нове Място), Факультет психологии (Муранов — ул. Ставки), Факультет прикладной лингвистики и восточнославянской филологии, Факультет управления (Мокотов — Штурмова ул.), Факультет общественных наук (Центр — Журавья ул.) и Институт социологии (Карова ул. 18).
В районе Южное Средместье расположены:
- Институт англистики (ул. Хожа 69, до 2014 корпус факультета физики);
- Институт международных отношений (Журавья ул.);
- Педагогический факультет (Мокотовская ул.).

В районе Охота расположены:
- Биологический факультет;
- Химический факультет;
- Геологический факультет;
- Факультет математики, информатики и механики;
- Междисциплинарный центр математического и компьютерного моделирования.
- Институт менеджмента (Штурмова 3)
- Факультет физики (Пастера 5)

## Известные выпускники
- Бачинский, Кшиштоф Камиль — польский поэт
- Бентов, Мордехай — израильский журналист, политик
- Боровский, Тадеуш — польский поэт
- Вага, Яков — польский ботаник
- Вейберг, Зигмунт — польский учёный-химик, минералог
- Гомбрович, Витольд — польский писатель
- Грабовский, Ян — польский и канадский историк
- Дехнель, Яцек — польский поэт
- Дмовский, Роман — польский политический деятель
- Жабинский, Юзеф — польский шахматист
- Зайдель, Януш Анджей — писатель-фантаст
- Заменгоф, Людвик Лазарь — создатель эсперанто
- Занусси, Кшиштоф — польский кинорежиссёр
- Згленицкий, Витольд — польский и российский геолог
- Зуб, Рышард — польский фехтовальщик
- Капущинский, Рышард — польский писатель и журналист
- Курдюмов, Михаил Григорьевич — российский учёный-архивист, археограф
- Кралль, Ханна — польская писательница и журналистка
- Кухажевский, Ян — премьер-министр Польши
- Куронь, Яцек — соучредитель «Комитета самообороны рабочих»
- Львова-Эберле, Лидия — польская партизанка русского дворянского происхождения
- Мазовецкий, Тадеуш — премьер-министр Польши
- Мандельбройт, Шолем — французский математик
- Миколейко, Збигнев — польский философ, историк религии и идеи
- Морозевич, Иосиф Августинович — русский и польский учёный-геолог
- Нусбаум-Гиларович, Иосиф — естествоиспытатель, зоолог
- Осецкая, Агнешка — польская поэтесса
- Плохарский, Войчех — польский журналист, автор, композитор, путешественник
- Прус, Болеслав — польский писатель
- Раппапорт, Эмиль Станислав ― польский юрист
- Спарроу, Элен — французский врач и микробиолог
- Сарновский, Стефан — польский философ
- Северский, Ежи — писатель, критик, сценарист
- Сендлерова, Ирена — польская активистка движения Сопротивления
- Скулский, Леопольд — премьер-министр Польши
- Словцов, Пётр Иванович — выдающийся русский тенор в 1908 году учился на юрфаке
- Стрельников, Дмитрий Александрович — русский и польский писатель, биолог и журналист
- Франьо, Зофия — польский врач, майор
- Фрей, Лусия — польский врач, невролог
- Херлинг-Грудзинский, Густав — польский писатель и журналист
- Хитров, Фёдор Михайлович, профессор, хирург
- Чапская, Мария — польский историк
- Шефтель, Марк Юрьевич — американский литературовед
- Шопен, Фредерик — выдающийся польский композитор
- Якубовский, Ян Зыгмунт — польский литературовед и литературный критик
- Царь, Станислав — маршал Сейма Польской Республики

 Лауреатами Нобелевской премии стали выпускники университета:
- Генрик Сенкевич (1846—1916) — ученик Главной школы, лауреат Нобелевской премии по литературе (1905)
- Юзеф Ротблат (1908—2005) — докторант физического факультета (1938), лауреат Нобелевской премии мира (1995)
- Чеслав Милош (1911—2004) — студент юридического факультета, лауреат Нобелевской премии по литературе (1980)
- Менахем Бегин (1913—1992) — выпускник юридического факультета (1935), лауреат Нобелевской премии мира (1978)
- Леонид Гурвич (1917—2008) — выпускник юридического факультета (1938), лауреат премии Банка Швеции имени Альфреда Нобеля по экономике (2007)
- Ольга Токарчук (род. 1962) — выпускница факультета психологии, лауреат Нобелевской премии по литературе (2018)

Президенты Республики Польша:
- Казимеж Саббат (1913—1989) — выпускник факультета права и администрации (1939), президент Республики Польша в изгнании с 1986 по 1989 год
- Лех Качиньский (1949—2010) — выпускник факультета права и администрации (1971), президент Республики Польша с 2005 по 2010 год
- Бронислав Коморовский (род. 1952) — выпускник факультета истории (1977), президент Республики Польша с 2010 по 2015 год

Политики других стран:
- Давид Бен-Гурион (1886—1973) — студент в 1905 году, премьер-министр Израиля с 1948 по 1954 год и с 1955 по 1963 год
- Ицхак Шамир (1915—2012) — студент юридического факультета в 1935 году, премьер-министр Израиля в 1983—1984 и 1986—1992 годах
- Альфа Умар Конаре (род. 1946) — выпускник исторического факультета (1974), президент Мали в 1992—2002 годах

В романе Яна Флеминга «Шаровая молния» Эрнст Ставро Блофельд, глава СПЕКТРА и один из самых опасных противников Джеймса Бонда, является выпускником Варшавского университета.

## Известные преподаватели
- Агаджанянц, Карапет Саркисович (1876—1955) — российский психиатр.
- Аксер, Ежи — филолог-классик, театровед.
- Александрович, Юрий Осипович — ботаник.
- Анисимов, Василий Афанасьевич — математик.
- Бассалик, Казимеж — ботаник, микробиолог, профессор кафедры физиологии растений.
- Беляев, Владимир Иванович — ботаник.
- Гирштовт, Поликарп Андреевич — медик.
- Гиршфельд, Людвиг Маврикий — анатом.
- Гойер, Генрих Фердинандович — гистолог.
- Грот, Константин Яковлевич — филолог-славист.
- Дмоховский, Антоний — биохимик.
- Каменский, Михаил Михайлович — астроном.
- Кареев, Николай Иванович — историк, философ, социолог.
- Карский, Евфимий Фёдорович — филолог-славист, основатель белорусского языкознания и литературоведения.
- Ковалевский, Осип Михайлович — филолог и историк, декан историко-филологического факультета в 1862—1878 годах
- Колосов, Митрофан Алексеевич — филолог.
- Кориот, Иосиф — картограф, топограф
- Краснов, Александр Васильевич (1866—1911) — профессор по кафедре астрономии и геодезии
- Лавровский, Пётр Алексеевич — филолог, ректор университета в 1869—1872 годах.
- Мазур, Станислав — польский учёный, математик, профессор, доктор Honoris causa.
- Ментин, Николай Фёдорович — профессор фармации и фармакогнозии.
- Нейгебауэр, Людвиг Адольф — медик, профессор на кафедре медицины.
- Пастернацкий, Иван Романович — психиатр, доктор медицины.
- Петрушевский, Дмитрий Моисеевич — историк-медиевист
- Полевой, Пётр Николаевич — историк литературы, писатель, переводчик, критик и редактор.
- Урмовский, Клеменс — юрист.
- Фогель, Зигмунт — художник.
- Холевиньский, Владислав Иванович — профессор права.
- Цветаев, Иван Владимирович — историк, археолог, филолог и искусствовед.
- Щербаков, Алексей Иванович — врач—терапевт, профессор по кафедре госпитальной терапевтической клиники.
- Яковлев, Владимир Алексеевич — историк русской литературы.
- Ящинский, Семён Никанорович — врач.

## Ректоры
| Имя                                                                            | Годы работы |
| ------------------------------------------------------------------------------ | ----------- |
| Швейковский, Войцех Анзельм (Szweykowski Ks. Wojciech)                         | 1818 — 1831 |
| Шкродский, Юзеф Кароль (Skrodzki Józef Karol)                                  | 1831        |
| Цыцурин, Фёдор Степанович (президент Варшавской медико-хирургической академии) | 1857 — 1861 |
| Мяновский, Иосиф Игнатьевич (ректор Варшавской главной школы)                  | 1862 — 1869 |

Имперский период
| Имя                                   | Годы работы              |
| ------------------------------------- | ------------------------ |
| Лавровский, Петр Алексеевич           | 1869 — 1872              |
| Благовещенский, Николай Михайлович    | 1872 — 1883              |
| Лавровский, Николай Алексеевич        | 1883 — 1890              |
| Сонин, Николай Яковлевич              | и. о. ректора 1885, 1890 |
| Будилович, Антон Семёнович            | 1890 — 1892              |
| Щелков, Иван Петрович                 | 1892 — 1894              |
| Шалфеев, Михаил Иванович              | 1894 — 1895; 1898        |
| Ковалевский, Павел Иванович           | 1895 — 1897              |
| Зенгер, Григорий Эдуардович           | 1897 — 1899              |
| Ульянов, Григорий Константинович      | 1899 — 1904              |
| Зилов, Пётр Алексеевич                | и. о. ректора 1904       |
| Карский, Евфимий Фёдорович            | 1905 — 1911              |
| Кудревецкий, Василий Васильевич       | 1911 — 1912              |
| Трепицын, Иван Николаевич             | 1913 — 1914              |
| Вехов, Сергей Иванович                | 1914 — 1915              |
| Брудзинский, Йозеф (Brudziński Józef) | 1915 — 1917              |

Польский период
| Имя                                                           | Годы работы                       |
| ------------------------------------------------------------- | --------------------------------- |
| Антоний Костанецкий (Antoni Kostanecki)                       | 1917 — 1919                       |
| Станислав Йозеф Тугутт (Stanisław Józef Thugutt)              | 1919 — 1920                       |
| Ян Кароль Кохановский (Jan Karol Kochanowski)                 | 1920 — 1921                       |
| Ян Мазуркевич (Jan Mazurkiewicz)                              | 1921 — 1922                       |
| Ян Лукасевич                                                  | 1922 — 1923; 1931—1932            |
| Игнацы Кошембар-Лысковский (Ignacy Koschembahr-Łyskowski)     | 1923 — 1924                       |
| Францишек Крысталович (Franciszek Kryształowicz)              | 1924 — 1925                       |
| Стефан Пеньковский (Stefan Pieńkowski)                        | 1925 — 1926; 1933—1936; 1945—1947 |
| Болеслав Гриневецкий                                          | 1926 — 1927                       |
| Антоний Шлаговский (Ks. Antoni Szlagowski)                    | 1927 — 1928                       |
| Густав Пшихоцкий (Gustaw Przychocki)                          | 1928 — 1929                       |
| Тадеуш Бжески (Tadeusz Brzeski)                               | 1929 — 1930                       |
| Мечислав Михалович (Mieczysław Michałowicz)                   | 1930 — 1931                       |
| Юзеф Уейский                                                  | 1932 — 1933                       |
| Влодзимеж Антоневич                                           | 1936 — 1939                       |
| Ежи Модраковский (Jerzy Modrakowski)                          | 1939                              |
| Францишек Чубайский (Franciszek Czubaiski)                    | 1947 — 1949                       |
| Ян Васильковский (Jan Wasilkowski)                            | 1949 — 1952                       |
| Станислав Турский (Stanisław Turski)                          | 1952 — 1969                       |
| Зигмунт Рыбицкий (Zygmunt Rybicki)                            | 1969 — 1980                       |
| Хенрик Самсонович                                             | 1980 — 1982                       |
| Казимеж Альбин Добровольский (Kazimierz Albin Dobrowolski)    | 1982 — 1985                       |
| Клеменс Шанявский (Klemens Szaniawski) (Rector electus)       | 1984                              |
| Гжегож Бялковский (Grzegorz Białkowski)                       | 1985 — 1989                       |
| Анджей Каэтан Вроблевский                                     | 1989 — 1993                       |
| Влодзимеж Сивиньский (Włodzimierz Siwiński)                   | 1993 — 1999                       |
| Пётр Венгленьский (Piotr Węgleński)                           | 1999 — 2005                       |
| Катажина Халасиньская-Мацуков (Katarzyna Chałasińska-Macukow) | 2005 — 2012                       |
| Мартин Палыс (Marcin Pałys)                                   | 2012—2020                         |
| Алойзы Новак (Alojzy Nowak)                                   | с 2020                            |